# وندنس لاس چرلس
وندنس لاس چرلس (به فرانسوی: Vendenesse-lès-Charolles) یک کمون در فرانسه است که در بورگوین واقع شده‌است.

## خصوصیات
وندنس لاس چرلس ۲۷٫۳۸ کیلومترمربع مساحت و ۸۰۰ نفر جمعیت دارد و ۳۰۷ متر بالاتر از سطح دریا واقع شده‌است.